# Mikoyan-Gurevich MiG-7
Con il nome di Mikoyan-Gurevich MiG-7 (in russo Микояна и Гуревича МиГ-7?, Mikojana i Gureviča MiG-7) viene identificato il progetto di un aereo da caccia da realizzare partendo dal precedente MiG-3, affidato all'OKB 155 diretto congiuntamente da Artëm Ivanovič Mikojan e Michail Iosifovič Gurevič, nel corso del 1941.
Lo studio del nuovo progetto era stato disposto dal Commissariato del popolo per l'industria aeronautica («NKAP»), quando fu autorizzata la produzione in serie del motore Mikulin AM-37 che avrebbe dovuto equipaggiare il nuovo velivolo.

## Storia del progetto
L'«I-200», progetto dal quale sarebbero discesi il MiG-1 ed il MiG-3, era stato concepito come caccia per l'impiego in alta quota: a tal fine era previsto che fosse equipaggiato con il motore Mikulin AM-37 che, caratterizzato dalla sovralimentazione mediante compressore volumetrico e dotato di intercooler, avrebbe dovuto siviluppare la potenza di 1 400 CV (1 030 kW) a 6000 m di quota.
Giunti alla seconda metà del 1939 e alla fase di completamento del progetto, al fine di rispettare le tempistiche indicate, l'«I-200» fu modificato per ospitare il motore AM-35A poiché all'epoca il motore AM-37 era nelle prime fasi dei test ed ancora distante dall'avvio alla produzione in serie; in questa configurazione l'aereo fu accettato dalle autorità sovietiche e messo in produzione con l'iniziale denominazione di MiG-1.

### I-72
Il MiG-1 fu posto in produzione nell'autunno del 1940 e fu seguito, senza soluzione di continuità, dal MiG-3 che ne rappresentava l'evoluzione mantenendone inalterato il propulsore. Nel mese di aprile del 1941 il motore AM-37 superò una serie di valutazioni da parte delle autorità statali ed ottenne il benestare per l'avvio della produzione in serie. In concomitanza con questa decisione l'«NKAP» emise la delibera n.366 con la quale disponeva il completamento di due MiG-3 equipaggiati con esemplari del nuovo V-12. Ben presto, però, l'ordine fu modificato e, il 13 maggio del 1941 l'«NKAP» rivide le proprie intenzioni iniziali, stabilendo che il secondo aereo fosse equipaggiato con uno Shvetsov ASh-82. I due progetti sarebbero stati identificati rispettivamente come «I-72» e «I-65». Secondo alcune delle fonti reperite all'«I-72» fu assegnata la designazione di MiG-7.
Un test comparativo fra i due velivoli evidenziò prestazioni insoddisfacenti da parte dell'«I-72», caratterizzato da problemi di stabilità longitudinale la cui soluzione avrebbe comportato un profondo lavoro di revisione del velivolo; si preferì quindi rinunciare ad ogni possibile sviluppo del modello e destinare l'unità motrice all'impiego sul prototipo del progetto «I-71», noto anche come «DIS-200» o MiG-5, mentre l'aereo fu riconvertito in un ordinario MiG-3. Altra fonte ritiene che l'aereo sia stato consegnato alla aeronautica militare sovietica (V-VS) così come realizzato.
Il futuro del motore AM-37 non sarebbe comunque stato radioso: la sua produzione fu sospesa (per consentire l’evacuazione delle industrie e lo spostamento degli impianti produttivi oltre gli Urali per sottrarli agli attacchi tedeschi in seguito all'avvio dell'Operazione Barbarossa) ma mai più riavviata, perché fu data priorità assoluta alla costruzione del motore Mikulin AM-38 montato sugli assaltatori Ilyushin Il-2 Šturmovik.

### I-221

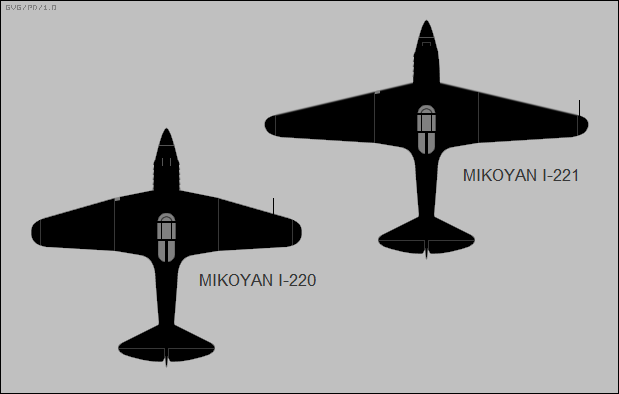
Proiezione comparativa dei prototipi Mikoyan-Gurevich I-220 e I-221

La denominazione di MiG-7 riapparve più tardi nel tempo quando, nel giugno del 1943, l'«NKAP» chiese all'OKB-155 di realizzare un intercettore d'alta quota, sulla base delle prestazioni raggiunte dallo Yakovlev Yak-9PD equipaggiato con un motore dotato di turbocompressore. Le autorità statali chiesero che questa tecnologia fosse impiegata sul motore che equipaggiava un altro prototipo del gruppo di Mikojan e Gurevič, noto come «Aereo A» o «I-220» per il quale l'eventuale accettazione per la produzione in serie aveva previsto la denominazione di MiG-11.
Il progetto su cui lavorò l'OKB-155 fu indicato come «Aereo 2A» o «I-221» e, non da tutti, MiG-7. Si trattava di un velivolo equipaggiato con un motore Mikulin AM-39 dotato di doppio turbocompressore TK-2B; quest'ultimo era stato appositamente sviluppato da un gruppo di lavoro dello staff dell'OKB di Mikojan e Gurevič, guidato da Rostislav Beljakov (giovane ingegnere che negli anni settanta avrebbe assunto la guida dell'ormai famosissimo OKB MiG). Secondo alcuni si trattò del primo velivolo derivato dal MiG-3 dotato di cabina di pilotaggio pressurizzata.
Il primo volo dell'I-221 fu effettuato il 2 dicembre del 1943 da un giovane pilota da caccia giunto da un'unità operativa; questi, a digiuno di esperienze con i velivoli operativi alle quote più elevate, fraintese le fiammate emesse periodicamente dai tubi di scarico del motore sovralimentato e temette che il velivolo avesse preso fuoco. Il susseguente lancio con il paracadute mise termine bruscamente al collaudo con la perdita irreparabile del velivolo. Non è chiaro se l'incidente sia occorso durante il primo volo di prova oppure il 7 febbraio del 1944, quando il velivolo aveva già accumulato tre ore di volo in otto diverse sortite.

### I-222

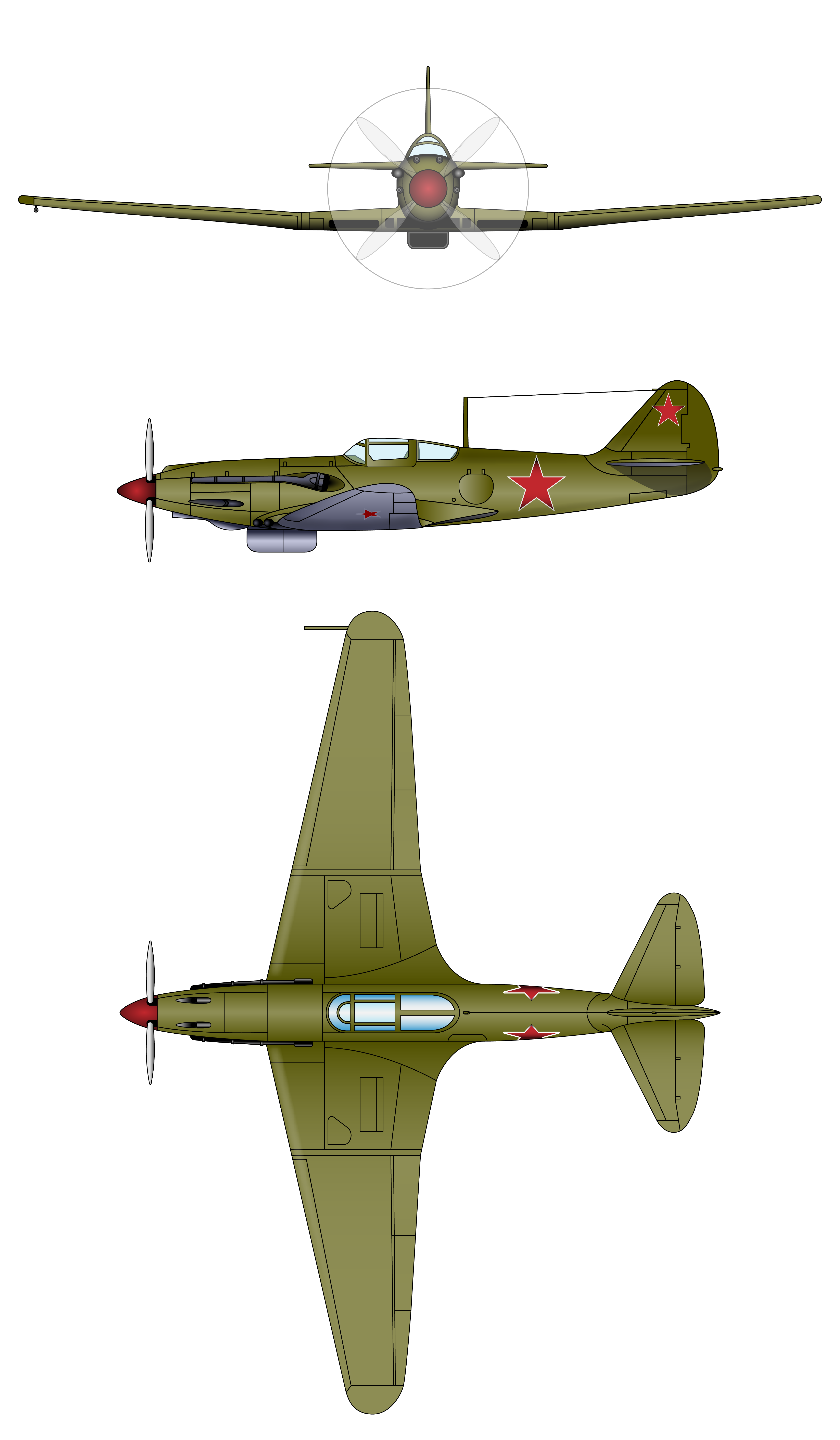
Proiezioni ortogonali dell'I-222

Il passo successivo dell'evoluzione del concetto di intercettore ad alta quota fu l'«I-222» o «Aereo 3A» (che per alcuni mantenne la denominazione di MiG-7), che presentava modifiche strutturali ma manteneva forme esteriori analoghe a quelle del predecessore; in questo caso tutte le fonti reperite concordano sulla configurazione della cabina di pilotaggio dotata di sistema di pressurizzazione. Il motore previsto per l'I-222 era ancora una volta l'AM-39, ma le fonti reperite forniscono indicazioni diverse tra loro relativamente all'apparato di sovralimentazione: secondo alcuni sarebbe stato mantenuto il doppio turbocompressore TK-2B già impiegato sull'I-221 mentre altri indicano l'utilizzo di un solo turbocompressore TK-300 (installato sul lato sinistro del motore), di progettazione dello TsIAM.
Il nuovo prototipo fu fatto rullare sulla pista per la prima volta il 23 aprile del 1944 ed effettuò il suo primo volo di prova il giorno 7 maggio; le prestazioni rilevate furono eccezionali e secondo alcuni all'epoca era l'aereo da caccia alleato in grado di raggiungere la più elevata quota di tangenza. In ogni caso problemi allo sviluppo del motore e il venir meno del pericolo rappresentato dagli aerei della Luftwaffe (soprattutto alle altitudini più elevate), convinsero le autorità e i progettisti ad abbandonare anche in questo caso lo sviluppo del progetto.

### I-224
Poco tempo dopo, in agosto o settembre del 1944, fu approntato l'«Aereo 4A» o «I-224», che ricalcava nella sostanza il diretto predecessore e per il quale una fonte indica ancora la denominazione di MiG-7. Per quanto concerne la sua propulsione, le fonti indicano il passaggio alla versione AM-39FB del dodici cilindri di Mikulin e concordano sulla presenza del sistema di sovralimentazione; numero e modello del turbocompressore però variano e si trovano indicazioni circa l'impiego di un TK-300B (sul lato destro del motore) oppure due, con la possibilità che in un secondo tempo sia stata usata un'unità di modello AMTK-1.
Anche sulla sorte finale dell'I-224 le fonti sono piuttosto discordi: il primo volo viene fissato al 16 settembre o al 20 ottobre; inoltre non è chiaro se un malfunzionamento del turbocompressore abbia portato alla perdita completa del velivolo ed all'abbandono del progetto oppure se, riparato e dotato di un nuovo motore, l'aereo abbia proseguito il programma di prove, pur tra numerose difficoltà, fino al novembre del 1946 quando un decreto ministeriale ne decretò la fine.

## Tecnica

### Cellula
Mentre l'I-72 era sostanzialmente un MiG-3 equipaggiato con un diverso propulsore, i prototipi successivi presentavano evidenti differenze rispetto al capostipite: la fusoliera era più lunga, di oltre 1 metro, così come l'apertura alare era maggiore passando dai 10,20 metri del MiG-3 ai 13 metri dei nuovi velivoli. L'abitacolo fu spostato in avanti e il pilota poteva godere di una maggior visibilità anteriore e, secondo alcuni già a partire dall'I-221, godeva di pressurizzazione e impianto di condizionamento dell'aria. La struttura della fusoliera prevedeva l'impiego di un traliccio di tubi d'acciaio rivestiti in compensato per la parte anteriore, mentre la parte posteriore aveva la struttura in lega d'alluminio ed era in un sol pezzo con la coda; le due parti erano collegate tra loro per mezzo di bulloni.
L'ala era completamente rivista nel disegno e nel profilo: grazie alla maggior apertura presentava andamento maggiormente rastremato verso le estremità mentre il profilo utilizzato era di tipo laminare. Strutturalmente l'ala dell'I-221 differiva da quella del MiG-3 per un maggior impiego di duralluminio e acciaio, seppure i pannelli di legno non fossero stati completamente abbandonati ma già l'I-222 vedeva ripristinare la struttura originale con l'impiego di solo legno nella parte esterna delle semiali.
Il carrello d'atterraggio era di tipo classico e retrattile; le gambe dell'elemento principale si ritraevano verso il centro del velivolo, alloggiando nello spessore alare.

### Motore
I tre prototipi denominati MiG-7 (rispettivamente I-221, I-222 e I-224) furono equipaggiati con il motore Mikulin AM-39: si trattava di un'unità a 12 cilindri disposti a V di 60º, progettato dall'OKB 34 diretto da Aleksandr Aleksandrovič Mikulin e sviluppato negli anni quaranta; si trattava del più recente stadio evolutivo dell'AM-34, primo motore raffreddato a liquido prodotto in massa in Unione Sovietica.
Caratteristica principale del motore era la presenza dell'impianto di sovralimentazione mediante turbocompressore che, indipendentemente dal modello e dal numero delle unità, garantiva all'unità motrice lo sviluppo di elevati valori di potenza alle alte quote operative per le quali nacquero i diversi progetti di sviluppo del MiG-3: nelle diverse varianti realizzate (AM-39A, AM-39B e AM-39FB) il motore era in grado di sviluppare la potenza di 1 750 CV (1 287 kW) al decollo, potendo garantire ai velivoli in questione velocità prossime ai 700 km/h intorno ai 12000 m di quota.
L'impianto di raffreddamento del motore prevedeva un radiatore al di sotto della fusoliera che, nel caso dell'I-221 era posizionato all'altezza del bordo d'uscita delle ali, mentre sia nell'I-222 che nell'I-224 era posto in posizione più avanzata, poco prima del bordo d'entrata delle ali. Il raffreddamento dell'olio lubrificante era garantito da due radiatori disposti all'interno dello spessore delle ali in corrispondenza delle radici, con prese d'aria ricavati nel bordo d'entrata.
Secondo quanto riportato da una delle fonti, nell'I-221 l'elica era di tipo quadripala, metallica ed era azionata tramite un sistema di riduzione in rapporto di 0,59:1; la stessa elica fu mantenuta successivamente tanto nell'I-222 che nell'I-224.

### Armamento
Per quanto si tratti di prototipi mai impiegati operativamente, i velivoli furono dotati di armamento. Le fonti entrano nel dettaglio in particolare per l'I-221 tuttavia, ancora una volta, i dettagli sono discordanti tra loro e si trovano indicazioni sul fatto che il velivolo fosse equipaggiato con due cannoni ShVAK calibro 20 mm disposti sopra il motore, sparanti sincronizzati attraverso il disco dell'elica, oppure con una mitragliatrice calibro 12,7 mm e con due calibro 7,62 mm.

### Annotazioni
1. ↑  La denominazione del "costruttore" risulta scritta in modo diverso da quella del "progettista" poiché nel secondo caso la traslitterazione del cognome è effettuata secondo il sistema della traslitterazione scientifica, impiegato come standard convenzionale nelle pagine di Wikipedia in lingua italiana.
2. ↑  Dal russo «Народный Комиссариат Авиационной Промышленности» («НКАП») traslitterato «Narodnyj Komissariat Aviacionnoj Promyšlennosti».
3. ↑  Dal russo «И-200», sigla relativa a «Истребитель 200» (traslitterato «Istrebitel’ 200») cioè «Aereo da caccia 200».
4. ↑  In questo caso si trattava di una denominazione interna alla ditta: la sigla «I» stava per «Izdelie» (dal russo «Изделие»), letteralmente «Articolo».
5. ↑  In russo «ДИС-200» «Дальний Истребитель Сопровождения двухсотый» («Caccia di scorta a lungo raggio 200»).
6. ↑  In russo «Высотный Перехватчик» («ВП»), traslitterato «Vysotnij Perehvatčik» («VP»).
7. ↑  In russo «ЦИАМ», sigla relativa a «Центральный Институт Авиационного Моторостроения»: si trattava dell'«Istituto Centrale dei Motori d'Aviazione»; la sigla viene traslitterata dalle fonti inglesi come «TsIAM» («Tsentralny Institut Aviatsionnogo Motorostroyeniya»), ma è possibile trovare anche «CIAM» («Central'nyj Institut Avatsionnovo Motorostroenija») secondo gli standard della traslitterazione scientifica.

### Fonti
1. 1 2 3 4 5 6 7 8 9  Gunston e Gordon, 1998, p. 37.
2. 1 2 3 4  МиГ-7, in "http://www.airwar.ru".
3. 1 2  Gunston e Gordon, 1998, p. 14.
4. 1 2  Gordon e Dexter, 2003, p. 5.
5. 1 2 3 4 5  Gordon e Dexter, 2003, p. 58.
6. 1 2 3 4  Gordon e Dexter, 2003, p. 55.
7. 1 2  Gunston e Gordon, 1998, p. 22.
8. 1 2 3 4  Gordon e Dexter, 2003, p. 83.
9. 1 2 3  Gordon e Dexter, 2003, p. 73.
10. 1 2  Butowski e Miller, 1991, p. 48.
11. 1 2  Gunston e Gordon, 1998, p. 34.
12. 1 2 3 4 5 6 7 8 9 10 11 12 13 14 15 16 17 18 19  Butowski e Miller, 1991, p. 49.
13. 1 2 3 4 5 6 7 8 9  Gordon e Dexter, 2003, p. 85.
14. 1 2 3 4 5 6 7 8 9  Gunston e Gordon, 1998, p. 38.
15. ↑  Gordon e Dexter, 2003, p. 89.
16. 1 2 3  Gunston e Gordon, 1998, p. 39.
17. 1 2 3 4 5 6  Gordon e Dexter, 2003, p. 91.
18. 1 2  Gordon e Dexter, 2003, p. 93.
19. ↑  Gunston, 1989, p. 103.
20. ↑  Gunston e Gordon, 1998, disegno p. 37.
21. ↑  Gordon e Dexter, 2003, foto pp. 88-89.